# 矢野康
矢野 康（やの やすし、1921年（大正10年）8月31日 - 1994年（平成6年）9月23日）は日本の政治家。函館市長、函館空港ビルデング社長。

## 略歴
1921年（大正10年）8月31日に茨城県で生まれる。法政大学経済学部を卒業し、1945年（昭和20年）に北海道庁に入庁する。
北海道総務部次長、渡島支庁長、水産部長を経て、1967年（昭和42年）に函館市長に立候補し、当選する（－1983年（昭和58年）、4期当選）。
1994年（平成6年）9月23日に死去、73歳。

## 人物
市長時代に、機構改革として企画部を新設し、国の『新全国総合開発計画』と連携しながら、昭和46年度から10ヵ年の長期計画・『函館圏総合開発基本計画書』を策定した。

## 参考
- 『現代物故者事典1994-1996』日外アソシエーツ、1997年。
- 『函館市史』（函館市）